# Bolland (Berwijn)
El Bolland és un petit riu de Bèlgica que neix a Gurné, un llogaret al nord del municipi d'Herve al País d'Herve a la província de Lieja i desemboca al Berwijn a Dalhem. Rega els nuclis de Bolland, Cerexhe-Heuseux, Blegny, Barchon, Housse, Sint-R'mey, Feneur i Dalhem.
La mina de Blegny va utilitzar l'aigua del riu per rentar el carbó, una font de pol·lució durant dècades que en va fer un riu quasi mort. Quan la mina va tancar el 1980, això va ser un pas important vers la renaturalització. Altres fonts de pol·lució industrial provenen del polígon industrial de Barchon, però un programa de contenció està en via de realització. L'agricultura queda l'única font de pol·luents eutrofitzants.
La construcció d'uns passos de peixos a la desembocadura del Ri d'Asse a Mortroux i a Berneau sobre el Berwijn entre 2000 i 2005 va facilitar el retorn de moltes espècies, però encara va durar fins a l'obertura d'una estació de depuració a Saint-Rémy i la connexió de les cases al clavegueram, fins que vers el 2009 la vida aquàtica va començar a tornar al Bolland i el riu recobra a poc a poc la seva biodiversitat d'antany. Un programa de reintroducció de la truita comuna va començar el 2010.

## Afluents
- El Ways a Barchon
- El Bascay[3]

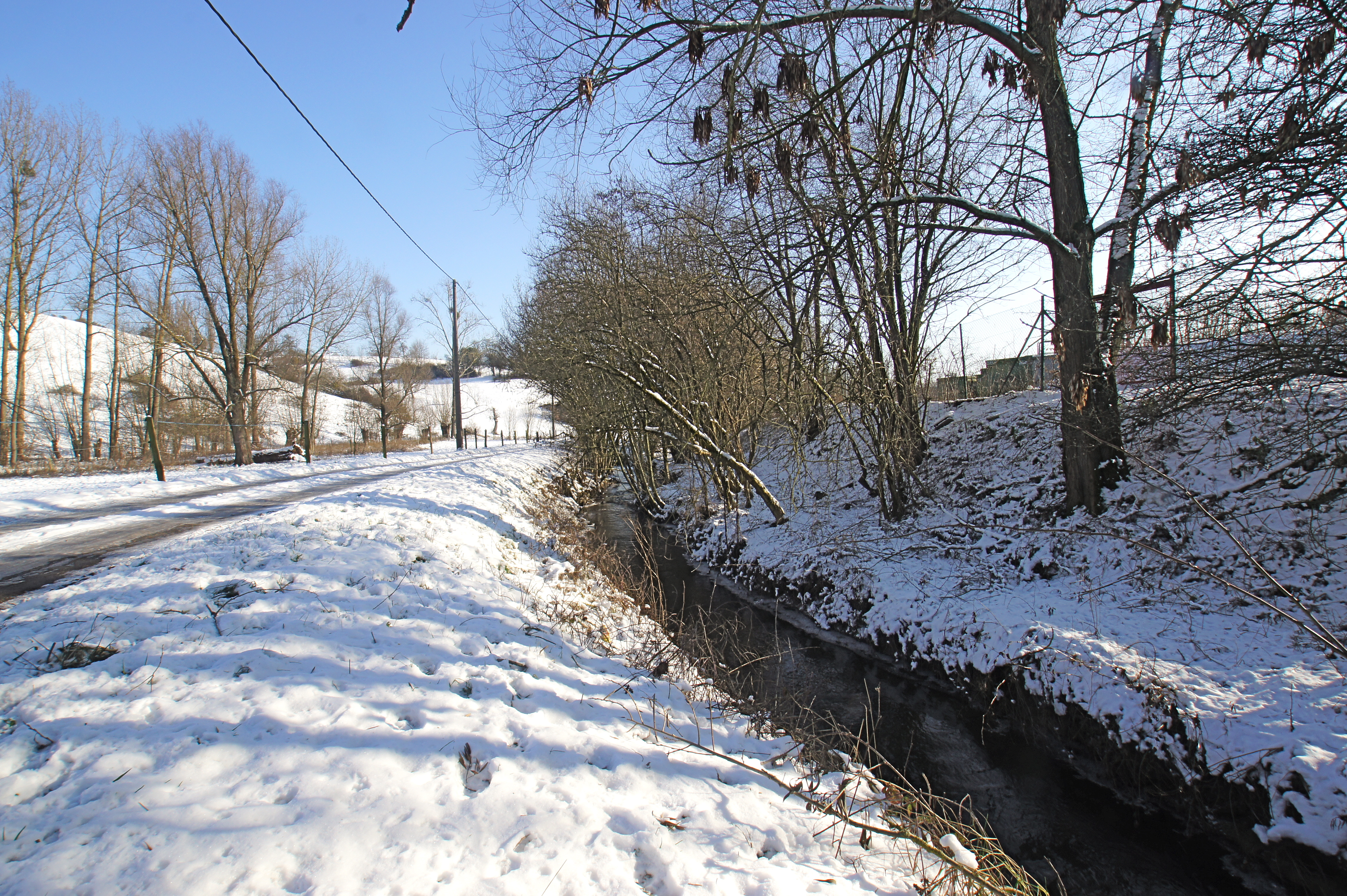
El Bolland a Blegny
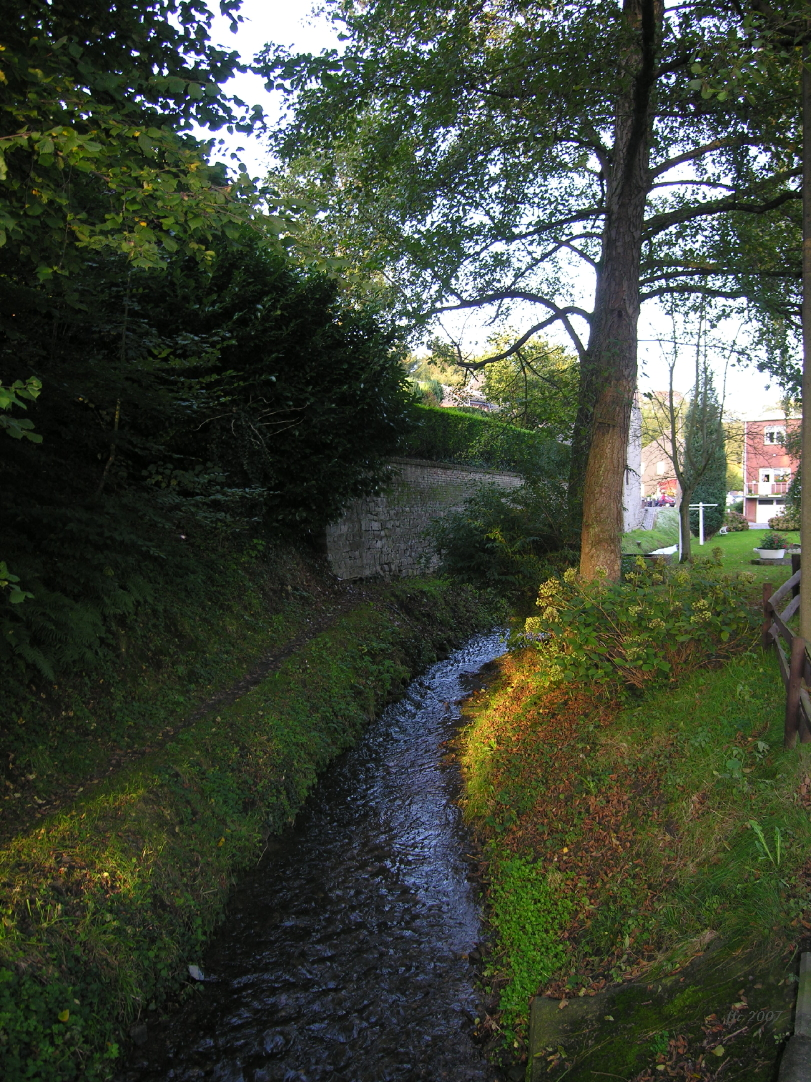
El riu a la sortida del poble de Bolland
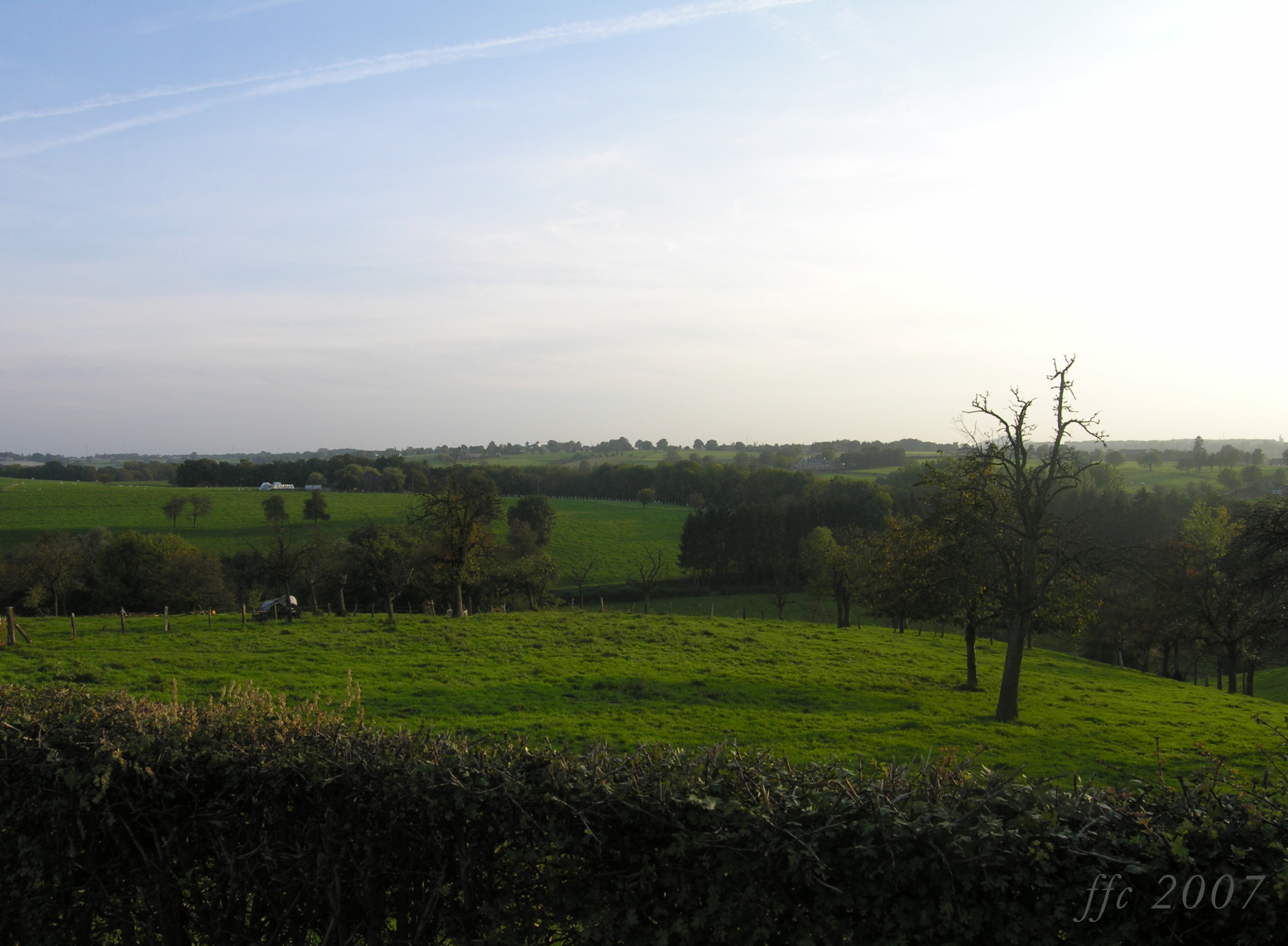
La vall del riu a Blegny
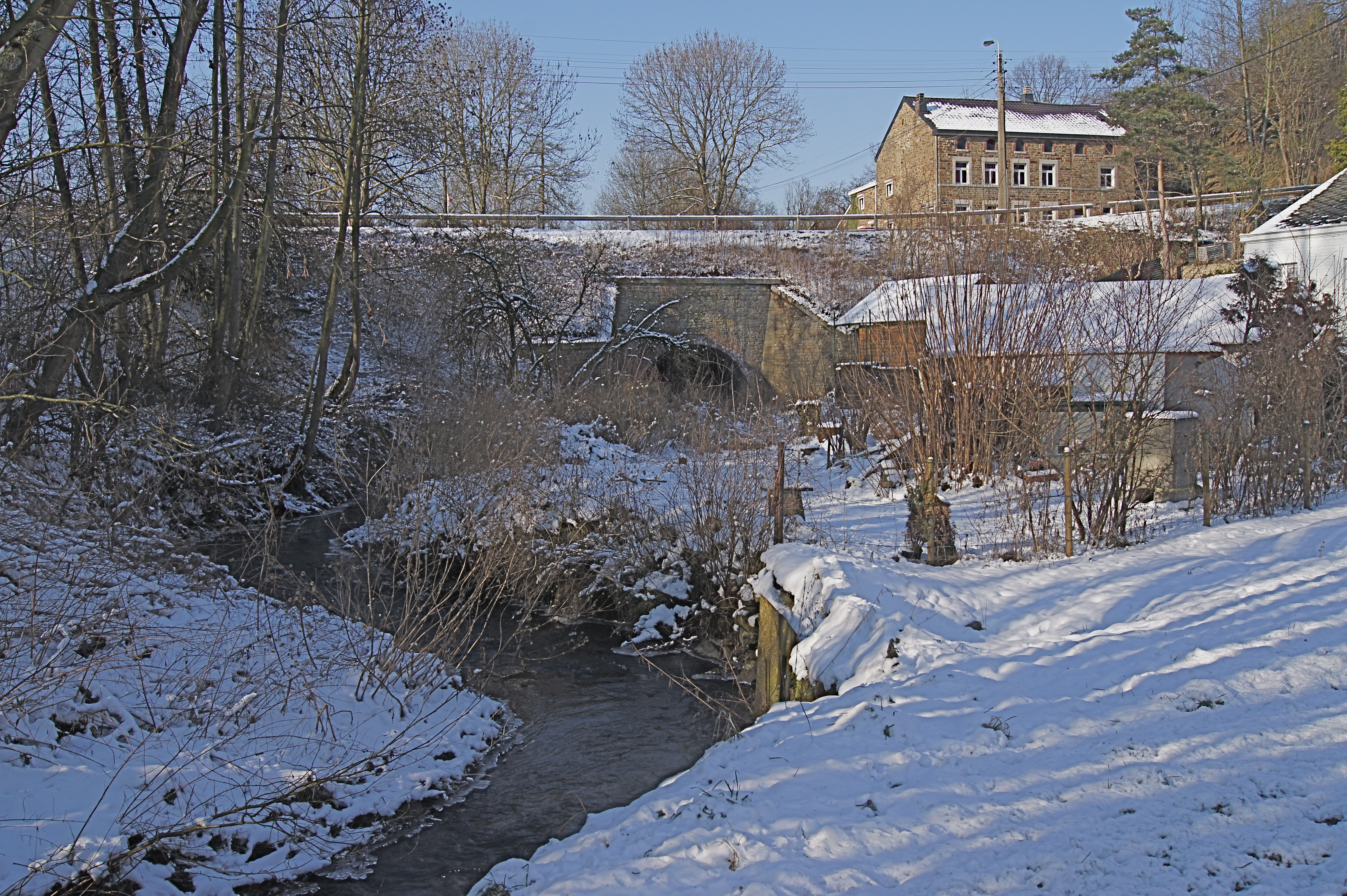
El riu passa sota la carretera N642 on fa la frontera entre Barchon i Blegny
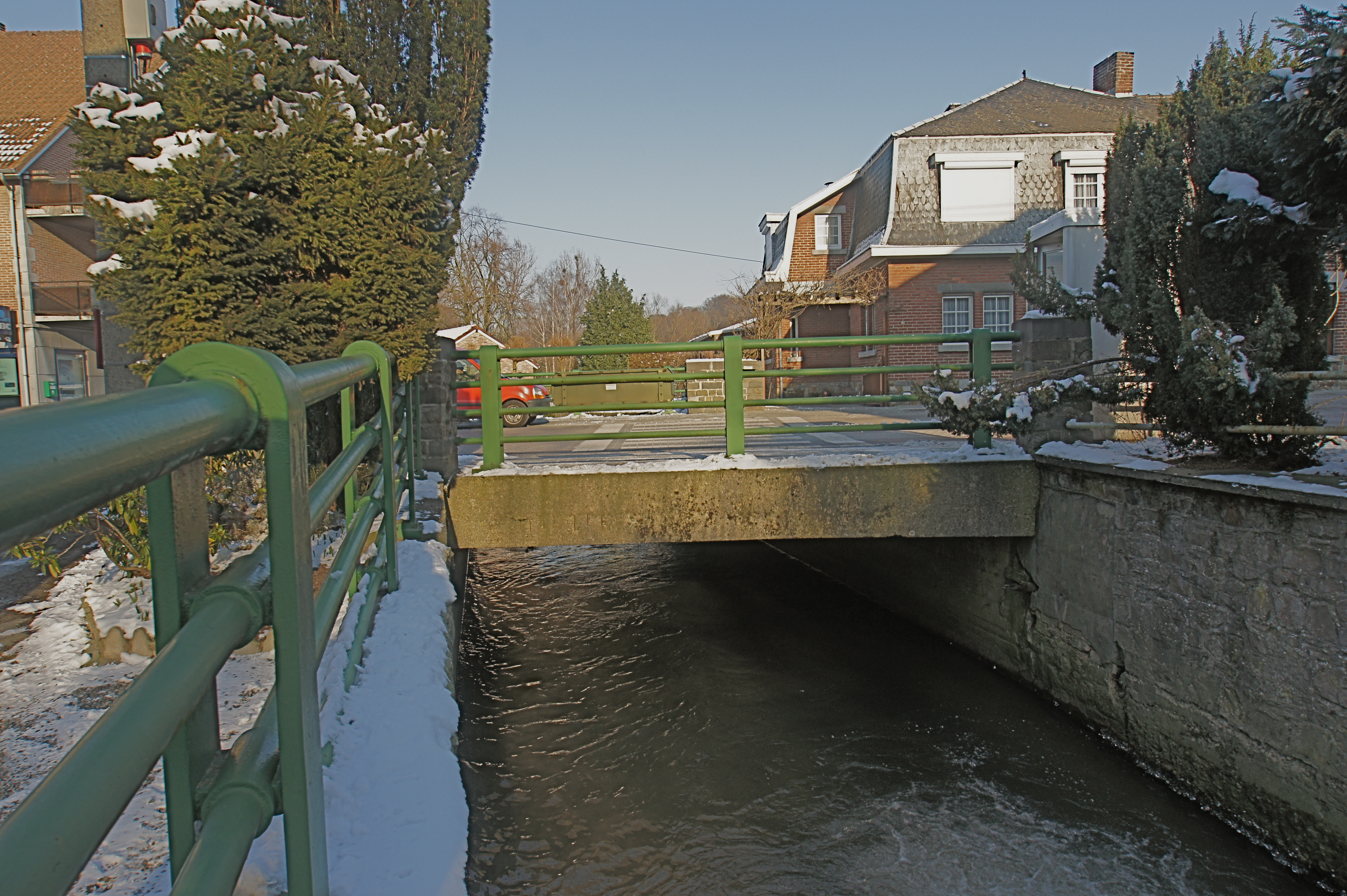
Pont de la carretera N604 a Dalhem
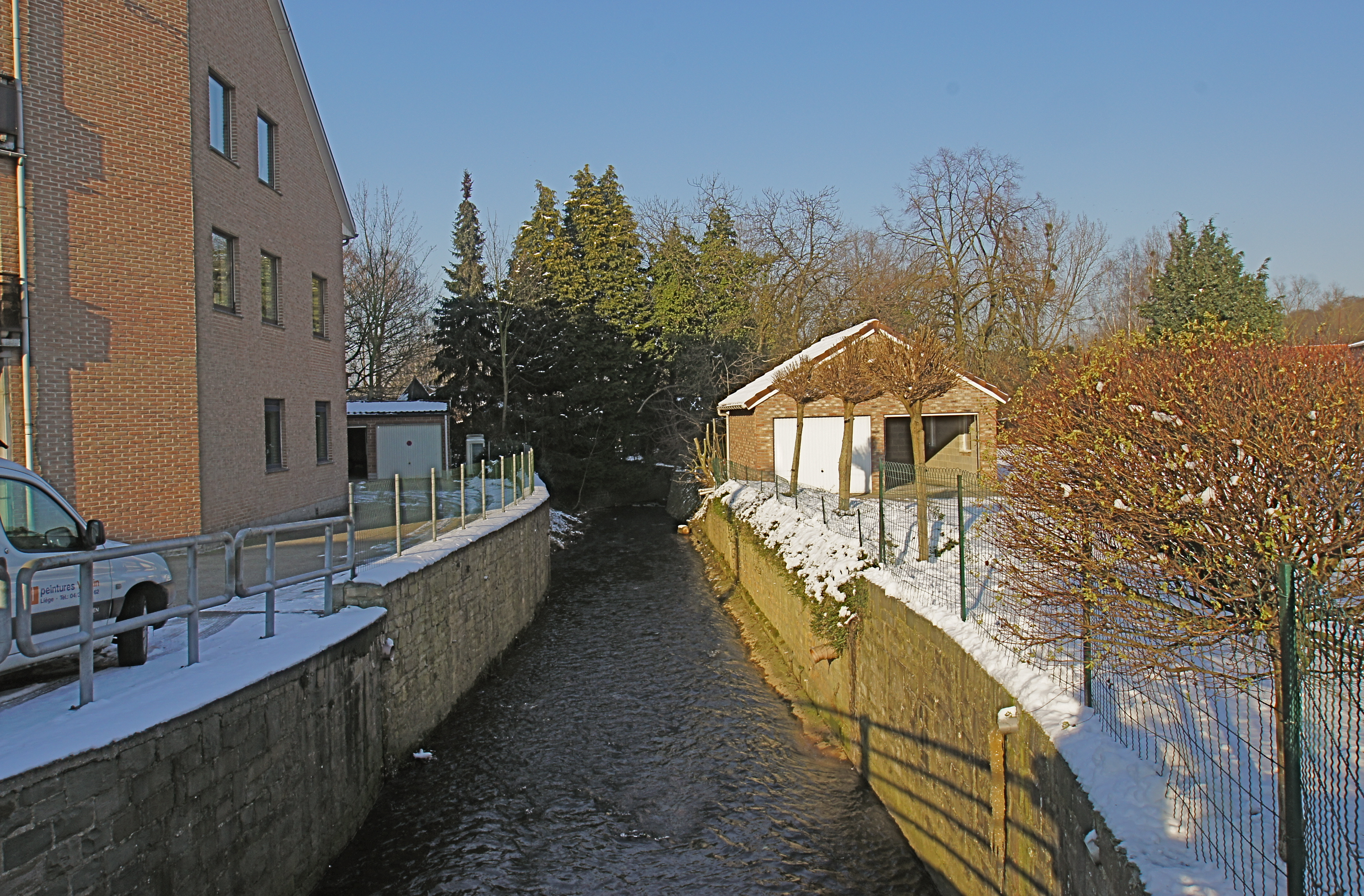
Prop de la desembocadura al Berwijn a Dalhem
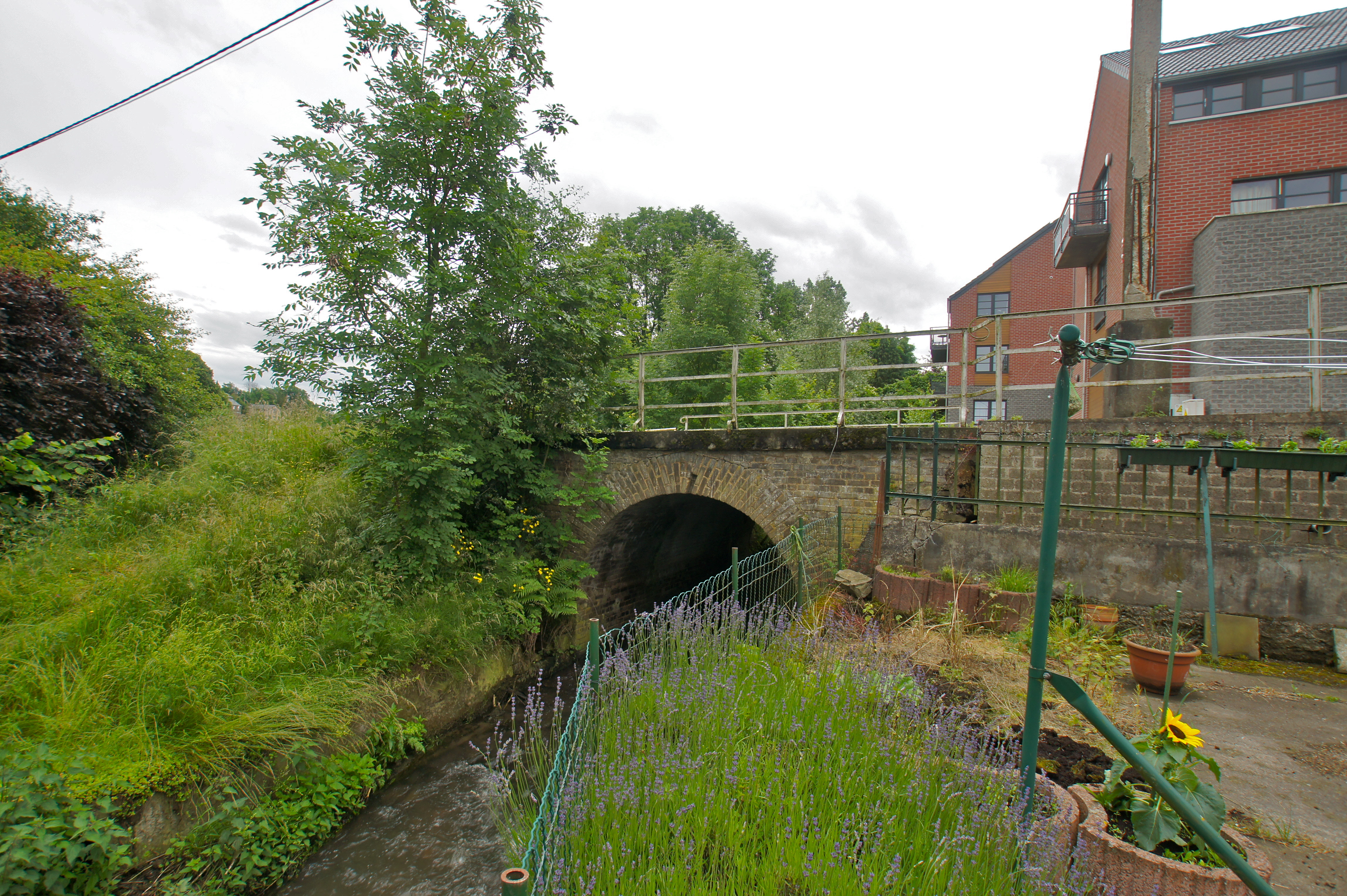
Pont a Sint-R'mey, antiga frontera entre el domini de l'Abadia de Val-Dieu i el de la senyoria de Cheratte